# Heilige Geestkerk (Venlo)
De Heilige Geestkerk is een verdwenen kerkgebouw in de Nederlandse plaats Venlo.

## Geschiedenis
Rond 760 werd in de plaats, in die tijd nog nauwelijks meer dan een nederzetting een kerkje gebouwd dat was gewijd aan de Heilige Geest. Waar dit zich precies bevond is niet duidelijk maar mogelijk was het een voorganger van de Sint-Martinuskerk, die voor het eerst in de 9e eeuw wordt genoemd.

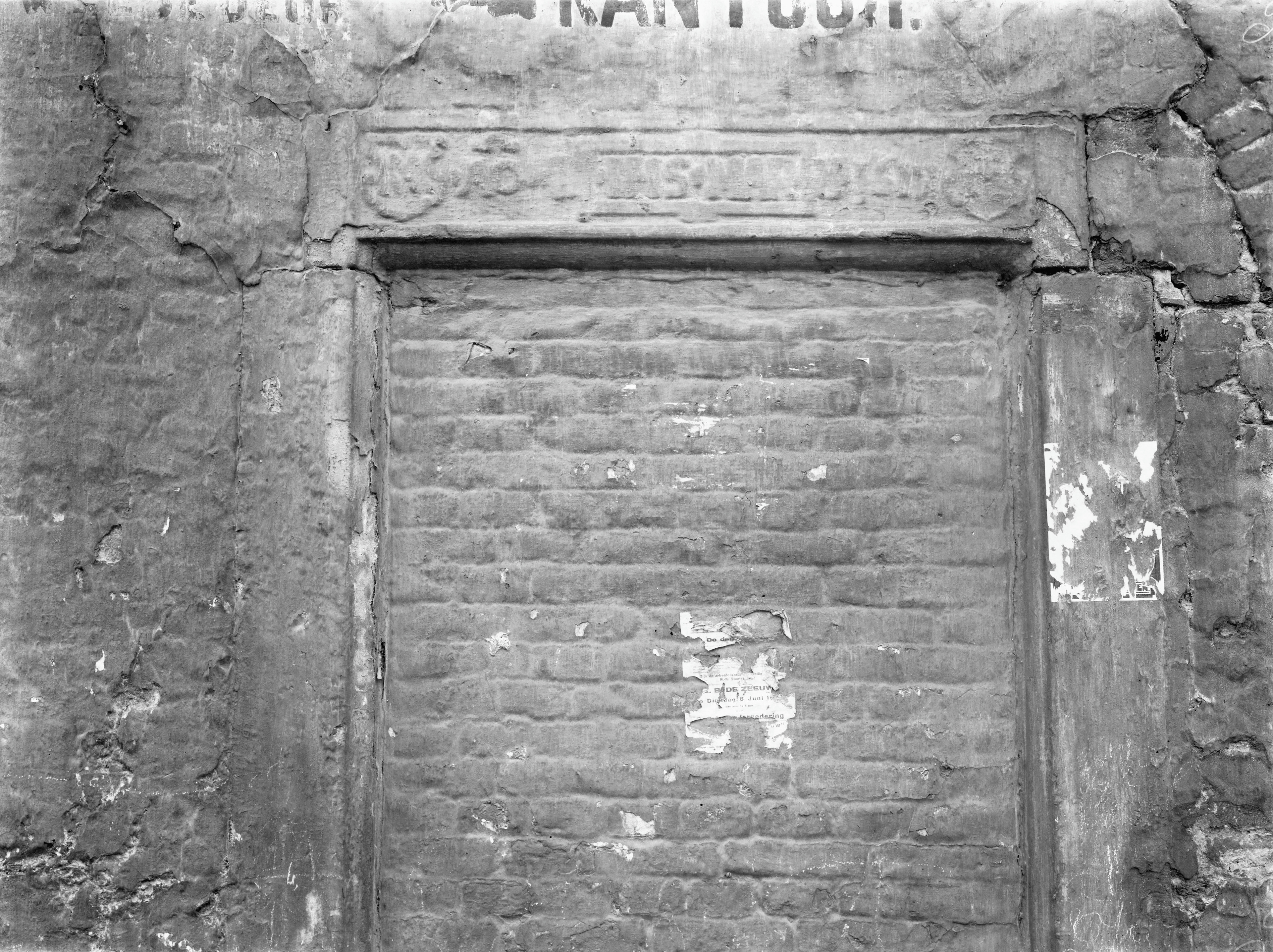
Latei in de noordgevel

In 1360 werd op de hoek Jodenstraat/Heilige Geeststraat een klooster met naastgelegen kerk gebouwd, eveneens gewijd aan de Heilige Geest. Het klooster werd bewoond door de Norbertinessen en later door de Augustinessen. De kerk werd na 1797, toen de zusters Venlo verlieten, in gebruik genomen als magazijn door de Venlose drukkerij Weduwe H. Bontamps. Tijdens de Tweede Wereldoorlog raakte het gebouw tijdens een bombardement zwaar beschadigd.
In 1966 werd in de nieuwbouwwijk Vinckenbosje een aan de Heilige Geest gewijde noodkerk ingewijd die op weekdagen tevens als sportzaal dienstdeed. Een definitieve kerk is er nooit gekomen en in 1985 werd de kerk als zodanig buiten gebruik gesteld en diende nog slechts als sporthal. In de jaren 90 van de 20e eeuw werd ze gesloopt.